# Miles Martinet
Die Miles M.25 Martinet war ein Zielschleppflugzeug der Royal Air Force und des Fleet Air Arm während des Zweiten Weltkriegs. Es war das erste britische Flugzeug, das eigens für den Zielschlepp entwickelt wurde.

## Entwicklung und Konstruktion
Die Martinet wurde auf Basis der Miles Master II entwickelt und erhielt ein verstärktes Flugwerk, um die Belastungen beim Schleppen von Übungszielen bewältigen zu können. Weitere Unterschiede zur Master waren eine längere Nase, ein höheres Cockpit und eine größere Spannweite. Die Übungsziele und das Schleppgeschirr wurden unter einer Nutzlastverkleidung unter dem Rumpf verstaut und mittels einer externen, fahrtwindgetriebenen Winde wieder eingezogen.
Der erste Prototyp der Martinet absolvierte seinen Jungfernflug am 24. April 1942. Der Testpilot war Flight Lieutenant Thomas Rose. Insgesamt wurden 1.724 Einheiten der Martinet von Miles Aircraft für Royal Air Force und Fleet Air Arm nach der Air Ministry Specification 12/41 gebaut.
Von der Martinet wurden zwei weitere Varianten entwickelt. Die M.50 Queen Martinet war eine funkgesteuerte Zieldarstellungsdrohne von der 69 Exemplare gebaut und weitere 17 aus Serien-Martinets umgebaut wurden. Die M.37 Martinet Trainer wurde während des Zweiten Weltkriegs entwickelt, jedoch nur zweimal gebaut. Alle Exemplare der Martinet sowie ihrer Varianten wurden in der Fabrik in Woodley in Berkshire produziert.

## Versionen
M.25 MartinetZweisitziges Zielschleppflugzeug; eingesetzt von Royal Air Force und Royal Navy (dort unter der Bezeichnung Martinet TT.Mk I)
M.50 Queen MartinetUnbemannte, funkgesteuerte Zieldarstellungsdrohne
M.37 Martinet TrainerZweisitziges Schulflugzeug; zwei Exemplare gebaut

## Betreiber
Belgien

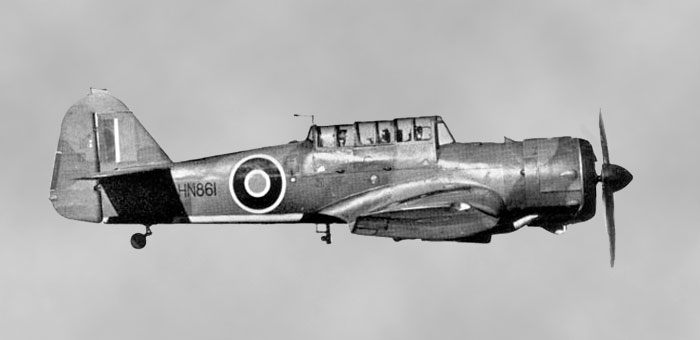
Martinet der Royal Air Force

- Belgische Luftstreitkräfte – 11 Exemplare als Zielschleppflugzeuge von 1947–1953 im Einsatz

 Frankreich
- Französische Luftstreitkräfte – zwischen 1945 und 1948 mit 41 Martinet TT.1s beliefert

 Irland
- Irish Air Corps – im Jahr 1946 mit zwei Martinet TT.1s beliefert

 Portugal
- Marinha Portuguesa (Portugiesische Marine)
- Força Aérea Portuguesa (Portugiesische Luftstreitkräfte)

 Schweden
- Svensk Flygtjänst – neun Einheiten bestellt, von denen acht zwischen 1946 und 1951 als Zielschleppflugzeuge eingesetzt wurden

 Türkei
- Hava Kuvvetleri (Türkische Luftstreitkräfte)

 Vereinigtes Königreich
- Royal Air Force
- Royal Navy Fleet Air Arm

## Technische Daten

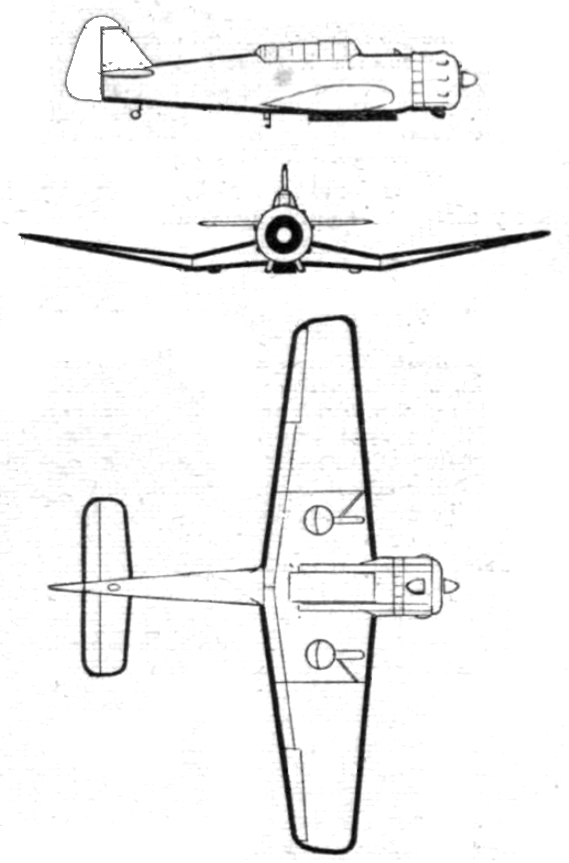
Dreiseitenansicht

| Kenngröße             | Daten                                              |
| --------------------- | -------------------------------------------------- |
| Besatzung             | 2                                                  |
| Länge                 | 30,9 ft (9,42 m)                                   |
| Spannweite            | 39 ft (11,89 m)                                    |
| Höhe                  | 11,6 ft (3,54 m)                                   |
| Leermasse             | 4.600 lb (2.087 kg)                                |
| max. Startmasse       | 6.750 lb (3.062 kg)                                |
| Reisegeschwindigkeit  | 199 mph (320 km/h)                                 |
| Höchstgeschwindigkeit | 240 mph (386 km/h)                                 |
| Reichweite            | 694 mi (1.117 km)                                  |
| Triebwerke            | 1 × Sternmotor Bristol Mercury mit 870 PS (640 kW) |

## Erhaltene Exemplare
Heute ist noch eine einzige Maschine erhalten. Sie befindet sich im Besitz des Museum of Berkshire Aviation im Vereinigten Königreich. Das Flugzeug wurde 1943 gebaut und war auf dem Stützpunkt der Royal Air Force in Reykjavík stationiert. Im Jahr 1949 wurde es an einen Fliegerverein in Akureyri verkauft und unter dem zivilen, isländischen Kennzeichen TF-SHC registriert. Der Verein flog die Maschine, bis sie 1951 in der Nähe von Kópasker im Nordosten Islands abstürzte. Bis das Wrack 1977 von der Icelandic Aviation Historical Society geborgen und eingelagert wurde, verblieb es an der Absturzstelle.
Im Jahr 1996 wurde das Flugzeug vom Museum of Berkshire zur Restaurierung in das Vereinigte Königreich zurückgeholt.